# تساجكادزور

تساجكادزور هي بلدة تقع في محافظة كوتايك، أرمينيا شمال العاصمة يريفان.